# Lopeziet
Het mineraal lopeziet is een kalium-dichromaat en bezit als brutoformule K2Cr2O7.

## Naamgeving
Lopeziet is genoemd naar Emiliano López Saa (1871 - 1959), een Chileense mijnbouwingenieur en mineralenverzamelaar die een belangrijke rol speelde binnen de Chileense nitraat-industrie.

## Eigenschappen
Het doorzichtig oranjerode of dieprode lopeziet heeft een glasglans, een lichtgele streepkleur, een perfecte splijting volgens het kristalvlak [010] en een duidelijke volgens [001] en [100]. De gemiddelde dichtheid is 2,69 en de hardheid is 2,5. Het kristalstelsel is triklien en de radioactiviteit van het mineraal is nauwelijks meetbaar. De gamma ray waarde volgens het American Petroleum Institute is 370,25.

## Voorkomen
Lopeziet wordt voornamelijk gevormd in nitraathoudende gesteenten. De typelocatie van het mineraal is Huara, Tarapacá (Chili). Het wordt verder gevonden in het Bushveld-complex, Limpopo-gordel in Zuid-Afrika.
Tijdens contact met lopeziet moeten handschoenen worden gedragen worden, omdat de verbinding kankerverwekkend is.